# Ariane Reimers

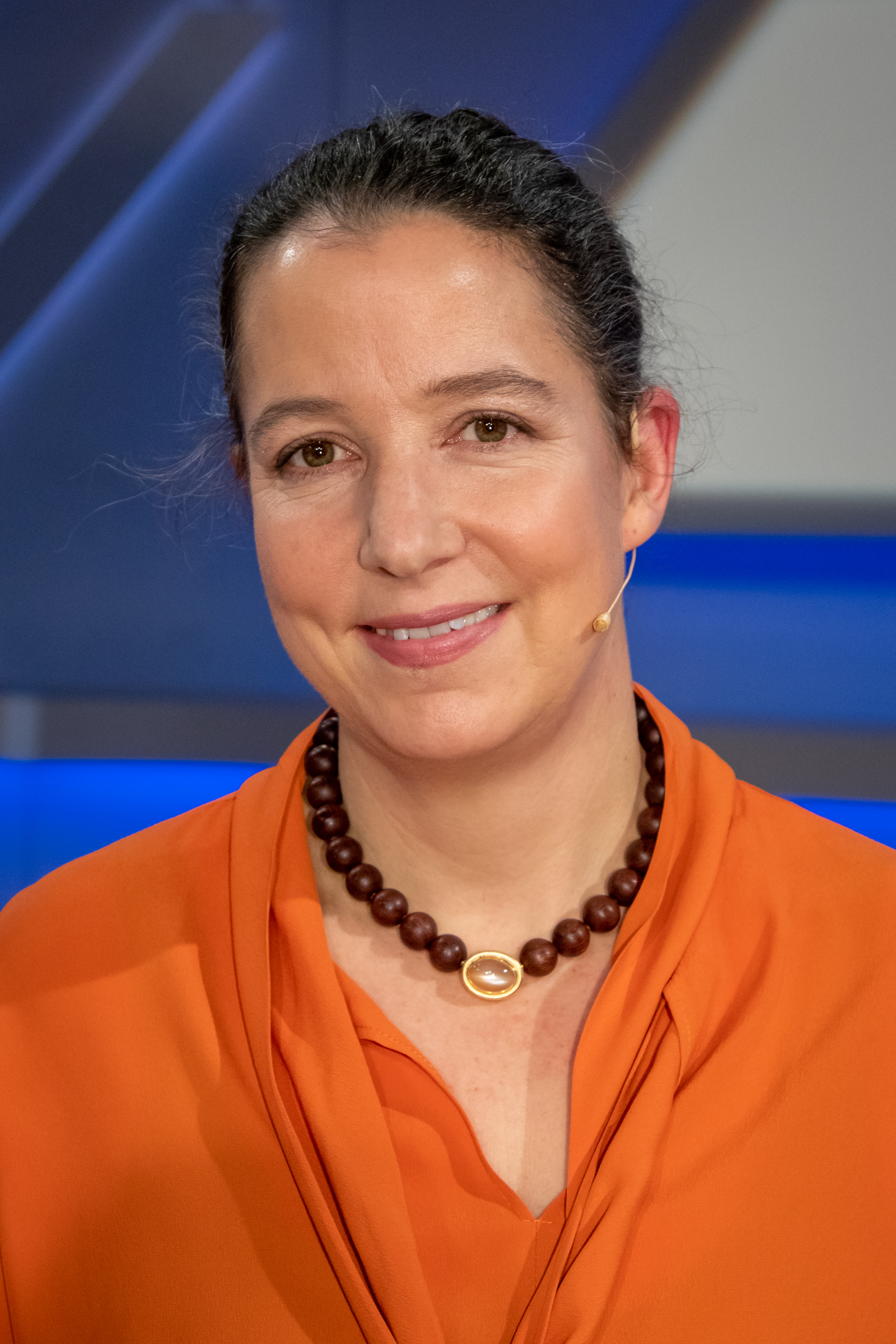
Ariane Reimers (2020)

Ariane Reimers (* 1973 in Hamburg) ist eine deutsche Journalistin und Korrespondentin des Norddeutschen Rundfunks.

## Werdegang
Reimers studierte nach dem Abitur 1992 am Wilhelm-Gymnasium in Hamburg Journalistik sowie Geschichte und Politikwissenschaften in Hamburg und in Buenos Aires. Nach dem Volontariat von 1999 bis 2001 beim NDR war sie Autorin für Panorama. 2006 bis 2008 war sie freie Korrespondentin im ARD-Studio Singapur, dann Redakteurin und Chefin vom Dienst bei den Tagesthemen. Von Juli 2010 bis Dezember 2015 war sie ARD-Korrespondentin in Peking. Im Januar 2016 wechselte sie in das ARD-Hauptstadtstudio nach Berlin.
Am 3. Mai 2006 bekam Reimers für ihren zuerst am 10. November 2005 im WDR gesendeten Magazinbeitrag China – Das Dorf der vergessenen Kinder beim Axel-Springer-Preis für junge Journalisten den mit 4000 Euro dotierten zweiten TV-Preis. In diesem Beitrag berichtete sie über das Schicksal von Kindern, deren Eltern zum Tod verurteilt wurden.
Reimers wurde am 16. November 2006 in München als CNN-Journalist of the Year 2006 geehrt. Sie überzeugte die Jury mit ihrer gesellschaftskritischen Reportage Vater in der Todeszelle. Darin geht es um Kinder von Kriminellen in Peking. Diese Kinder gelten in der chinesischen Gesellschaft als aussätzig und abgeschrieben von ihren Verwandten und haben keinen staatlichen Schutz.
2011 erhielt sie den Förderpreis des Hanns-Joachim-Friedrichs-Preises für ihre Berichterstattung aus dem japanischen Katastrophengebiet nach dem Eintreffen des vom Tōhoku-Erdbeben ausgelösten Tsunami an der Ostküste Japans.

## Auszeichnungen
- 2005: Axel-Springer-Preis für junge Journalisten in der Kategorie Fernsehen[5]
- 2006: CNN Journalist of the Year in der Kategorie TV[6]
- 2011: Förderpreis des Hanns-Joachim-Friedrichs-Preises für Fernsehjournalismus